# San Ildefonso Villa Alta
San Ildefonso Villa Alta là một đô thị thuộc bang Oaxaca, México. Năm 2005, dân số của đô thị này là 3100 người.